# Присяжна
«Присяжна» — кримінальний трилер, знятий на основі однойменного роману американського письменника Джорджа Доуса Гріна. Головні ролі виконали Алек Болдвін і Демі Мур.

## Сюжет
Скульптор Енні вирішує взяти участь у суді як присяжна в справі вбивства маленької дитини членами мафії. Щоб присяжні виправдали обвинуваченого Марк Кордел на прізвисько Вчитель знайомиться з Енні та поступово починає маніпулювати нею. Тепер їй потрібно пожертвувати правдою, щоб врятувати сина.

## У ролях
| Актор                | Роль           |
| -------------------- | -------------- |
| Демі Мур             | Енні           |
| Алек Болдвін         | Марк Корделл   |
| Джеймс Гандольфіні   | Едді           |
| Джозеф Гордон-Левітт | Олівер         |
| Ліндсей Краус        | Таллов         |
| Енн Гейч             | Джульєта       |
| Тоні Ло Біанко       | Луї Боффано    |
| Майкл Рісполі        | Джозеф Боффано |
| Меттью Коулз         | Родні          |
| Майкл Константин     | суддя          |

## Створення фільму

### Виробництво
Зйомки фільму проходили в Нью-Йорку, США.

### Знімальна група
- Кінорежисер — Браян Гібсон
- Сценарист — Тед Теллі
- Кінопродюсери — Ірвін Вінклер, Роб Кован
- Композитор — Джеймс Ньютон Говард
- Кінооператор — Джеймі Андерсон
- Кіномонтаж — Роберт М. Рейтано
- Художник-постановник — Ян Рулфс
- Артдиректор — Чарлі Біл
- Художник-декоратор — Леслі Роуп
- Художник по костюмах — Коллін Етвуд
- Підбір акторів — Луї ДіЖиамо[2].

## Сприйняття

### Критика
Фільм отримав негативні відгуки. На сайті Rotten Tomatoes оцінка стрічки становить 15 % на основі 20 відгуків від критиків (середня оцінка 4,3/10) і 31 % від глядачів із середньою оцінкою 2,8/5 (15 158 голосів). Фільму зарахований «розсипаний попкорн» від глядачів, Internet Movie Database — 5,6/10 (14 840 голосів).

### Номінації та нагороди
| Нагороди та номінації фільму «Присяжна» | Нагороди та номінації фільму «Присяжна» | Нагороди та номінації фільму «Присяжна»       | Нагороди та номінації фільму «Присяжна» | Нагороди та номінації фільму «Присяжна» | Нагороди та номінації фільму «Присяжна» |
| Рік                                     | Кінофестиваль/кінопремія                | Категорія/нагорода                            | Номінант                                | Результат                               |                                         |
| --------------------------------------- | --------------------------------------- | --------------------------------------------- | --------------------------------------- | --------------------------------------- | --------------------------------------- |
| 1996                                    | The Stinkers Bad Movie Awards           | Найгірша акторка                              | Демі Мур                                | Номінація                               |                                         |
| 1997                                    | «Золота малина»                         | Найгірша акторка                              | Демі Мур                                | Перемога                                |                                         |
| 1997                                    | «Молода зірка»                          | Найкраще виконання ролі в драматичному фільмі | Джозеф Гордон-Левітт                    | Номінація                               |                                         |